# 龍眼合夜蛾
龍眼合夜蛾（學名：Sympis rufibasis）是合夜蛾屬下的一種蛾，發現於亞洲和大洋洲之間的的熱帶地區。

## 外部連結
- The Moths of Borneo （页面存档备份，存于）
- Australian Insects